# شيخ مزاري
شيخ مزاري هي قرية في مقاطعة أرومية، إيران. يقدر عدد سكانها بـ 409 نسمة بحسب إحصاء 2016.